# 埃德雷米特

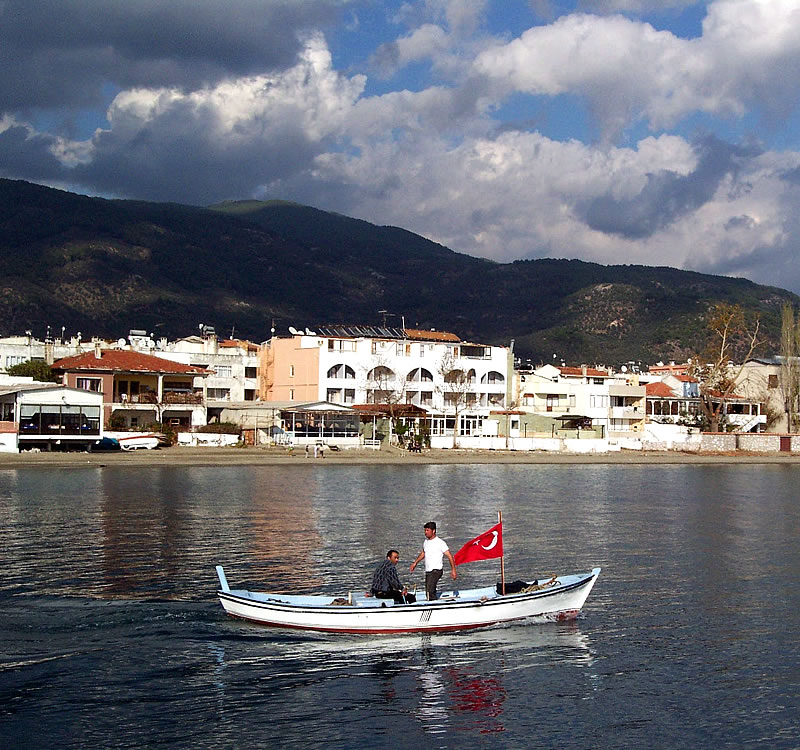

埃德雷米特是土耳其的城鎮，由巴勒克埃西爾省負責管轄，位於該國西北部，距離首府巴勒克埃西爾75公里，面積731平方公里，主要經濟活動是種植橄欖，2009年人口116,343。

## 外部連結
- Pictures of the town of Edremit （页面存档备份，存于）